# Profil (aérodynamique)
Pour les articles homonymes, voir Profil.
Le profil d'un élément aérodynamique est sa section longitudinale (parallèle au vecteur vitesse). Sa géométrie se caractérise par une cambrure (inexistante s'il est symétrique), une épaisseur et la distribution de l'épaisseur (rayon du bord d'attaque, emplacement de l'épaisseur maximale). À fluide, vitesse et angle d'attaque donnés, cette géométrie détermine l’écoulement du fluide autour du profil, par conséquent l'intensité des forces générées à tout moment, portance et traînée. Le nombre de Reynolds et le nombre de Mach permettent de décrire numériquement l’écoulement.

## Histoire
Le fait qu'une surface plane placée dans un flux d'air avec une incidence produit une force est une observation très ancienne, qui trouve notamment son application dans les moulins à vent. Les premiers travaux scientifiques sur les profils aérodynamiques ont commencé à la fin du XIXe siècle, basés sur la supposition qu'une forme incurvée, plus proche de la forme d'une aile d'oiseau, serait plus efficace. Les premiers développements étaient expérimentaux et basés sur la méthode des essais comparatifs. En 1884 H.F. Phillips brevette une série de profils basés sur des observations réalisées dans une soufflerie alimentée naturellement. À la même époque Otto Lilienthal travaille sur des formes d'aile basées sur ses observations des oiseaux. Il formalise ses recherches dans son ouvrage « Le vol de l'oiseau, bases de l'art du vol » paru en 1889, dans lequel apparaissent les premiers graphiques de polaires.
Les premiers avions disposaient généralement de profils très fins et cambrés, que l’on croyait alors plus efficaces sur la base d'observations en soufflerie, réalisées à l'époque à faible vitesse et échelle réduite (faible nombre de Reynolds) favorisant ce type de profil. En conséquence de nombreux avions étaient de configuration biplan pour disposer de suffisamment de surface portante, un profil fin ne permettant pas de construire des ailes longues et suffisamment résistantes, notamment en torsion. À partir de 1917 Ludwig Prandtl dispose d'une soufflerie suffisamment grande pour réaliser des essais grandeur nature et met en évidence certains aspects du comportement des profils épais, dont le coefficient de portance maximal est plus élevé à finesse comparable. Il met également au point des méthodes analytiques permettant de prédire les performances des profils cambrés.
Durant les années 1930 le NACA systématise l’étude des performances de profils. L’organisation établit les classifications à 4 et 5 chiffres, encore utilisées de nos jours. À partir de 1939 des profils laminaires sont tracés à partir de méthodes analytiques. Ils présentent une meilleure finesse dans une gamme de coefficients de portance donnée. À partir de 1950 les profils supercritiques sont mis au point ; ils permettent d'atteindre la vitesse des avions de ligne qui volent en régime transsonique avec des épaisseurs de profil plus fortes, apportant des gains structurels (rigidité, masse) et pratiques (volume disponible).
Aujourd'hui, la puissance de calcul des ordinateurs et les outils de calcul numérique permettent de sélectionner les profils des ailes d’un nouvel avion à partir d’essais numériques.

## Portance et finesse

Portance et traînée sur un profil.

Le profil détermine les forces aérodynamiques qui s'exercent sur l'élément quand il est en mouvement dans l'air. Il est utilisé pour générer une portance, c'est-à-dire une force perpendiculaire à la direction de l’écoulement en un lieu où il n'est pas dévié par la présence du profil (c’est-à-dire loin en amont du profil, ou encore « à l'infini amont »).
Un profil génère également une force de traînée lorsqu’il est déplacé dans un fluide. Cette force, peu souhaitable car s’opposant au déplacement, dépend fortement de la portance générée.
Une caractéristique essentielle d’un profil est ainsi sa finesse, c'est-à-dire le rapport entre la portance et la traînée qu’il génère. La finesse d’un profil dépend principalement de trois facteurs :
- sa géométrie ;
- l’angle d'attaque auquel il est utilisé ;
- le régime d’écoulement (nombre de Reynolds et nombre de Mach essentiellement).

## Coefficients de force
Il est possible de mettre en évidence, grâce à l’analyse dimensionnelle, que la force aérodynamique qui s’applique sur un élément dépend globalement d’un nombre réduit de paramètres. Par exemple, la portance maximale que peut générer un corps est proportionnelle à sa surface, à la masse volumique de l’air, et au carré de sa vitesse.
Pour comparer la force aérodynamique générée par un profil à différentes échelles et différentes vitesses, on utilise le concept de coefficient de force de section :
{\displaystyle c_{F}\equiv {\frac {F}{{\frac {1}{2}}\rho V^{2}\times S}}}
où {\displaystyle F} est la force aérodynamique étudiée, par unité de largeur ;
{\displaystyle \rho } est la masse volumique du fluide ;
{\displaystyle V} est la vitesse d’écoulement ;
{\displaystyle S} est une surface de référence représentative de l’échelle de l’élément (dans le cas du profil d'une aile, usuellement, la surface de ladite aile).
Le symbole {\displaystyle c_{F}} (parfois noté {\displaystyle {\tilde {C}}_{F}} ou {\displaystyle C_{f}}) est utilisé pour le différencier de {\displaystyle C_{F}}, le coefficient de force d’un corps en trois dimensions. On peut l’interpréter comme étant le coefficient de force par unité de largeur (mètre d’envergure pour une aile, par exemple).
Parce qu’il permet de s’affranchir des effets d’échelle, le coefficient de force est un concept extrêmement utile et couramment utilisé pour comparer les profils.

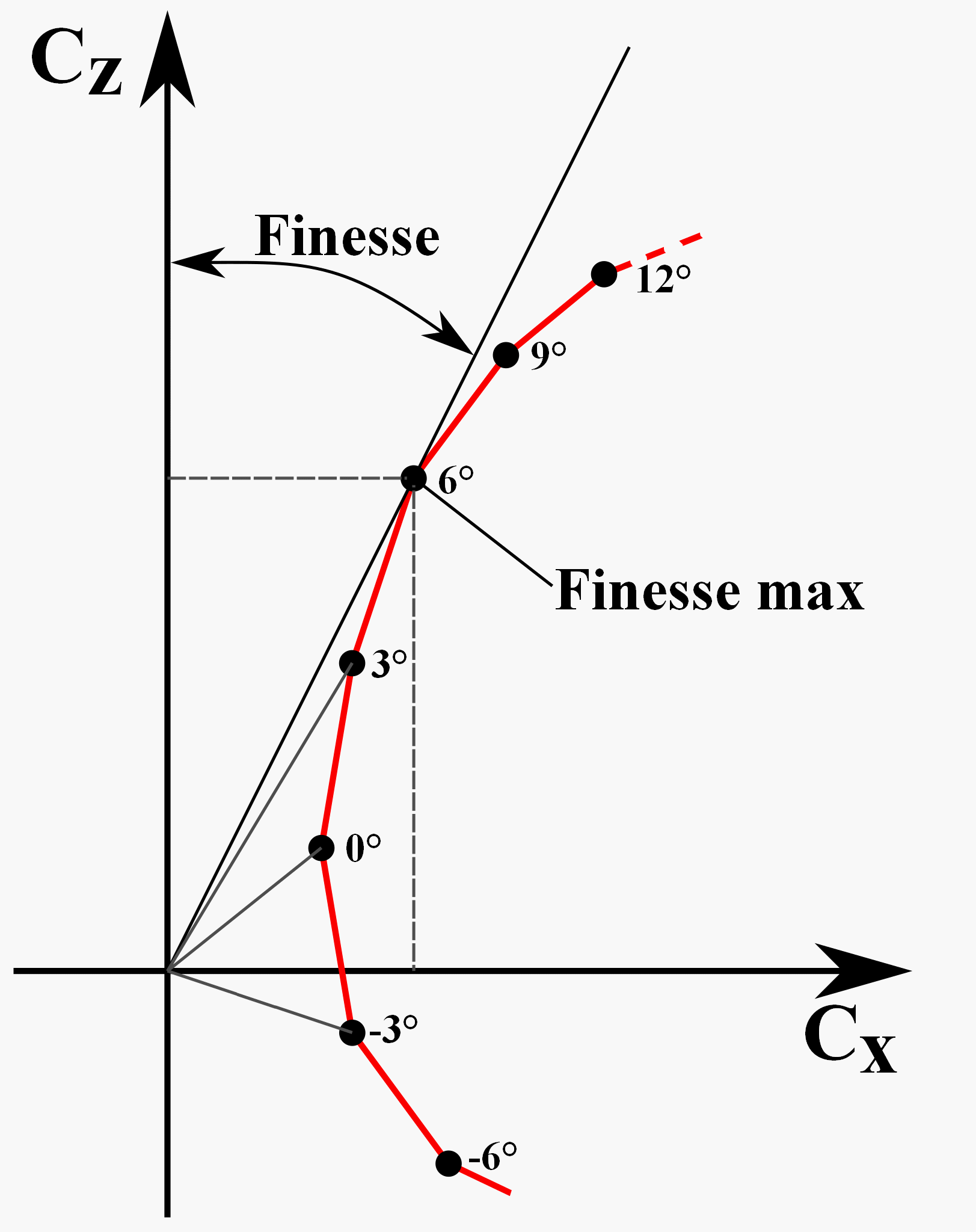
La portance et la traînée d’un profil, montrées sur une polaire des vitesses, sont liées l’une à l’autre

### Coefficient de portance du profil
On définit le coefficient de portance d’un profil comme le coefficient de force perpendiculaire au déplacement :
{\displaystyle c_{z}\equiv {\frac {F_{z}}{{\frac {1}{2}}\rho V^{2}\times c}}}
où {\displaystyle F_{z}} est la portance par unité de largeur.
Le coefficient de portance maximal du profil est un indicateur de sa capacité à fournir une portance donnée à faible vitesse, au sein d’un fluide de faible masse volumique.

### Coefficient de traînée de profil
Le coefficient de traînée de profil ({\displaystyle c_{x}}) est défini de façon similaire, avec la force de traînée {\displaystyle F_{x}}. La traînée étant par définition opposée au déplacement, il est toujours souhaitable de minimiser {\displaystyle c_{x}}.
On montre de façon analytique[réf. nécessaire], et on mesure expérimentalement, que le coefficient de traînée d’un profil est fortement dépendant du coefficient de portance. Un profil donné a ainsi généralement un coefficient de portance permettant un rapport {\displaystyle c_{z}/c_{x}} , c'est-à-dire une finesse, de valeur maximale.

## Géométrie du profil

Vocabulaire aéronautique utilisé pour décrire les profils aéronautiques

Les profils d'ailes destinés à produire une portance à des vitesses subsoniques ont généralement un bord d'attaque arrondi, une épaisseur maximale placée vers le tiers avant, et un bord de fuite fin sur l'arrière.
La corde de profil est un segment de droite entre le bord d'attaque et le bord de fuite. Elle est notée c.
L'épaisseur maximale est la distance notée h maximale entre l'intrados et l'extrados de l'aile.
On obtient l'épaisseur relative en faisant le rapport de l'épaisseur maximale et de la corde. 
La ligne moyenne du profil (à mi-distance du dessus et du dessous) est généralement courbée ou « cambrée » dans la direction de la portance désirée. La distance entre la corde et le sommet de la ligne moyenne s'appelle la flèche. Le rapport de la flèche à la corde s'appelle la cambrure.
Flèche = f
Cambrure = f / c
Les voiles d'un navire, les pales d'un boomerang, les stabilisateurs d'un sous-marin, la dérive, la quille, le safran d'un voilier, l'hélice d'un avion, le rotor d'un hélicoptère, mais aussi les coquilles de palourdes, les nageoires des poissons et les rémiges des oiseaux peuvent être décrits selon ce modèle.
Il est courant que le profil utilisé sur un véhicule ou par un animal soit modifié en fonction du régime de vol. Ainsi, les oiseaux cambrent leurs ailes, et les appareils civils déploient leurs dispositifs hypersustentateurs, lorsqu’ils évoluent à faible vitesse (notamment à l’atterrissage). De même, par faible vent, on augmentera la surface et la cambrure des voiles d’un voilier.

## Sélection d’un profil
Le choix d'un profil d'aile est une étape importante de la conception aérodynamique, car il influe sur la forme et la taille des ailes et des stabilisateurs, et partant de là, les dimensions de l'aéronef tout entier.
L'étude aérodynamique d'un profil d'aile qui se faisait en soufflerie se fait maintenant par le calcul (en 2 D, à allongement infini). L'étude d'une aile (avec un allongement fini) ou de l'avion complet se fait en 3 D (CFD) et en soufflerie.
Les caractéristiques géométriques correspondant le mieux à une application donnée seront déterminées en fonction d’une multitude de contraintes souvent contradictoires, par exemple :
- avoir une finesse élevée (par exemple, pour l’aile d’un avion en régime de croisière). Cela demande en général un profil de faible épaisseur relative et de faible cambrure ;
- pouvoir maintenir une portance à faible vitesse, ou avec une faible surface alaire (par exemple, pour une manœuvre d’un avion en approche). Cela demande d’atteindre un haut coefficient de portance, ce qui est favorisé par un bord d'attaque à grand rayon, une forte cambrure et une couche limite turbulente ;
- avoir une forte épaisseur, notamment à l'emplanture dans le cas d’une aile à fort allongement :
  - pour tenir les efforts en flexion et torsion,
  - pour loger à l’intérieur de l’aile d'avion le carburant et les systèmes mécaniques (train d'atterrissage, volets et becs mobiles.

Il existe, en plus de ces contraintes d’ordre pratique, des contraintes imposées par l’écoulement du fluide.

## Régimes d’écoulement
Le nombre de Reynolds et le nombre de Mach sont deux échelles permettant de décrire la nature de l’écoulement du fluide autour du profil.

### Influence du nombre de Reynolds

Influence du nombre de Reynolds sur l’écoulement autour d’un profil

Un élément déterminant est le nombre de Reynolds, noté {\displaystyle Re} : c'est le rapport entre les forces d'inertie des molécules du fluide et les forces de viscosité de ce fluide (donc rapport sans unité). La valeur de {\displaystyle Re} dépend des dimensions du corps (généralement la corde {\displaystyle C}), de la vitesse de déplacement {\displaystyle V} et de la viscosité cinématique du fluide {\displaystyle \nu } (prononcer nu) :
{\displaystyle \mathrm {Re} ={\frac {VL}{\nu }}}
Re est généralement très faible dans les milieux denses et visqueux, et plus élevé dans les milieux fluides et peu denses. En aéronautique, Re est généralement exprimé en millions (106).
| Application    | Corde (m) | Vitesse (m/s) | Re       |
| -------------- | --------- | ------------- | -------- |
| papillon       | 0,025     | 0,3           | 500      |
| oiseau         | 0,050     | 6             | 20 000   |
| avion modèle   | 0,15      | 9             | 100 000  |
| avion léger    | 1,50      | 50            | 5 × 106  |
| avion de ligne | 3,50      | 230           | 50 × 106 |

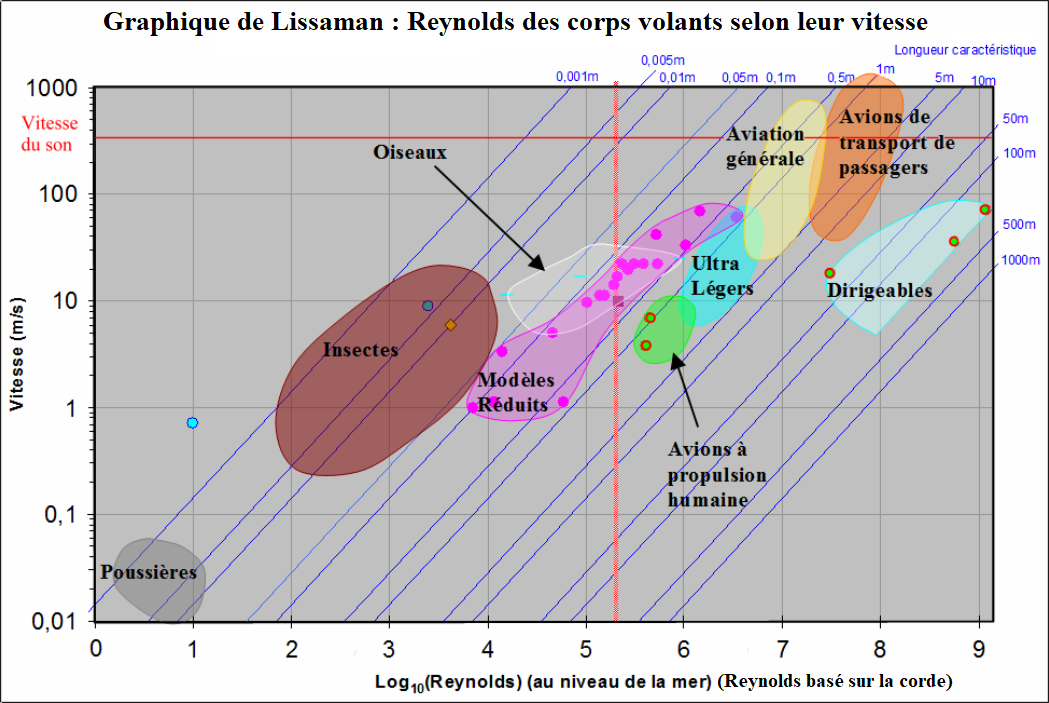
Reynolds des corps volants et autres corps.

Plus le nombre de Reynolds augmente, et plus la couche limite qui entoure le profil a tendance à devenir turbulente tôt. Une couche limite turbulente se traduit par une traînée de friction plus importante qu’une couche limite laminaire (un peu moins du double). En revanche, elle permet d’atteindre un plus grand angle d'attaque (et ainsi un plus grand coefficient de portance) avant l’apparition du décrochage (voir Crise de traînée des profils).

Un même profil a ainsi un comportement différent à différentes échelles :
- un coefficient de frottement plus faible à petite échelle (lorsque le nombre de Reynolds est faible) ;
- une robustesse au décrochage plus grande à grande échelle (lorsque le nombre de Reynolds est grand).

Un profil en mouvement présente généralement une partie amont (près du bord d'attaque) où la Couche limite est laminaire (faible coefficient de frottement) et une partie aval où cette Couche limite est turbulente (coefficient de frottement plus fort). La position longitudinale de la transition entre ces deux parties dépend :
- du profil utilisé (répartition longitudinale des champs de pression) ;
- du nombre de Reynolds ;
- de l'état de surface du profil :
  - rugosité,
  - régularité de la courbure.

Les profils dits « laminaires » (on devrait dire à laminarité étendue et même à laminarité étendue de la Couche limite) sont des profils à bord d'attaque plus fin et à épaisseur maximale reculée (vers 40 à 45 % de la corde) dont la zone revêtue d'une Couche limite laminaire est plus étendue (vers l'aval) que celle des profils dits « classiques » ou « turbulents ». La transition de la Couche limite peut ainsi reculer jusqu'à 60 ou 70 % de la corde, ce qui abaisse notablement le Coefficient de friction du profil. Les profils laminaires ne sont cependant exploitables que dans une plage réduite de coefficients de portance et d'angles d'attaque. En dehors de cette plage, leur traînée est plus élevée que celle d'un profil classique. Ce sont d'autre part des profils nécessitant plus de précision à la fabrication, plus de soin (état de surface) et moins tolérants en utilisation (plage de vitesse optimale plus étroite).

### Influence du nombre de Mach
On distingue plusieurs régimes de vol dans lesquels un profil fonctionne de manière très différente :
- en régime subsonique, les lois du mouvement de Newton peuvent expliquer la portance comme une réaction de l'aile à la déviation vers le bas de l'écoulement de la masse d'air. L'aile dévie de l'air vers le bas donc cet air dévié soulève l'aile. Marginalement, l'air accéléré par la cambrure du profil au-dessus de l'aile ou par l'angle d'attaque positif entraîne une dépression par effet Bernoulli aspirant l'aile vers le haut ;
- en régime transsonique, l'air est accéléré à une vitesse proche ou supérieure à la vitesse du son, créant des ondes de choc au niveau de l'aile, qui changent profondément les caractéristiques mécaniques du système aile-flux d'air (les voilures dites « supercritiques » réduisent l'apparition de ces ondes et leurs effets indésirables, permettant un vol à vitesse plus proche de Mach 1) ;
- en régime supersonique, c'est la pression due aux ondes de chocs formées tout autour de l'aile (et de l'aéronef) qui produisent les forces : le centre de ces pressions sur l'aile est ramené vers l'arrière et la surface frontale de l'aile face au flux supersonique devient un paramètre déterminant pour la traînée : dans ces conditions on utilise préférentiellement des profils en forme de losange très aplati.

Aux vitesses supersoniques, l'écoulement devient turbulent. Pour contrer ces effets, les ingénieurs ont d'abord fait aspirer les instabilités par de nombreux petits trous (ou fentes). Puis ils ont intégré aux ailes des dispositifs passifs équivalents.